# Omisus pica
Omisus pica är en tvåvingeart som beskrevs av Henry Keith Townes, Jr. 1945. Omisus pica ingår i släktet Omisus och familjen fjädermyggor. Inga underarter finns listade i Catalogue of Life.